# Podarcis liolepis
La sargantana bruna (Podarcis liolepis) és una espècie de rèptil escamós de la família Lacertidae que es distribueix pel nord-est de la península Ibèrica i el sud de França. Anteriorment era considerada una subespècie de la sargantana ibèrica (Podarcis hispanicus).
El rang de grandàries més comunes entre els mascles varia entre 42,2 i 65,7 mil·límetres de la punta del morro a la cloaca. Les femelles són lleugerament més petites, amb grandàries entre 42,2 i 61,7 mm. Els exemplars de la subespècie P. liolepis atratus presents a les illes Columbretes es caracteritzen per la seva major talla i robustesa, poden aconseguir els 68 mm en els mascles i 61,9 mm en les femelles.
Es distribueix principalment pel sud de França i el nord-est de la península Ibèrica encara que existeix una població, probablement introduïda al costat d'exemplars de P. muralis, al centre d'Alemanya.
A Espanya es troba en les comunitats autònomes de Catalunya, Aragó, Castella i Lleó, País Basc, Navarra, La Rioja i País Valencià, encara que els seus límits no es coneixen amb claredat.
Estudis realitzats en la primera dècada del segle xxi indiquen que les sargantanes tradicionalment classificades com Podarcis hispanicus realment constitueixen diversos llinatges genèticament diferents, la majoria dels quals mereixen un rang específic.
En 2005 el llinatge nord-oriental es va elevar a l'e status d'espècie, assignant-se en 2010 el mombre Podarcis liolepis a aquest tàxon.  